# Stanisław Ostoja-Kotkowski
Józef Stanisław Ostoja-Kotkowski także Stan Ostoja-Kotkowski (ur. 28 grudnia 1922 w Golubiu, zm. 2 kwietnia 1994 w Stirling koło Adelaide w Australii) – polski malarz, rzeźbiarz, scenograf, fotografik, twórca sztuki laserowej, wykorzystujący w swej twórczości najnowsze zdobycze techniki.

## Życiorys
Był synem Stefana i Jadwigi Kotkowskich. Stanisław Kotkowski był spokrewniony z Witoldem Gombrowiczem poprzez jego matkę Antoninę z Kotkowskich. Dziadek Witolda Gombrowicza, Ignacy (ur. 1837) i pradziadek Stanisława Kotkowskiego, Stefan (ur. 1835) byli rodzonymi braćmi.
W 1937 rodzina Kotkowskich przeprowadziła się do Przasnysza, gdzie ojciec, Stefan Kotkowski objął stanowisko dyrektora banku. W 1939 Stanisław Kotkowski ukończył IV klasę Gimnazjum w Przasnyszu, zdobywając tzw. „małą maturę”. Podczas okupacji hitlerowskiej pobierał nauki malarstwa u artysty plastyka Olgierda Vetesco, który mieszkał w Przasnyszu.
Pod koniec II wojny światowej zabrany przez okupantów jako zakładnik, uciekł z transportu na terenie Niemiec. Wolność znalazł w amerykańskiej strefie okupacyjnej.
W latach 1945–1949 studiował malarstwo w Akademii Sztuk Pięknych w Düsseldorfie. Pod koniec 1949 wyemigrował do Australii. Studiował w Victorian Scholl of Arts w Melbourne. W 1955 osiedlił się w Stirling koło Adelajdy. Własnej rodziny nie założył.
Był stypendystą Churchilla, członkiem Royal Society of Art w Londynie, działaczem polonijnym.
Od swojego wyjazdu poza granice kraju odwiedził Polskę dwukrotnie – po raz pierwszy w 1967. We wrześniu 1991 brał udział w prezentacjach (w ramach wielkiej wystawy twórców emigracyjnych "Jesteśmy") swoich warsztatów laserowych w Filharmonii Narodowej.
Zmarł 2 kwietnia 1994 i został pochowany na cmentarzu Powązki Wojskowe w Warszawie (kwatera A38-6-17).

## Twórczość
Od 1960 pracował nad transformacją dźwięku w barwy i kształty. Jako pierwszy na świecie użył efektów laserowych podczas przedstawienia teatralnego (1968) i operowego (1974).
Autor płaskorzeźb, rzeźb, fresków i konstrukcji świetlnych w gmachach użyteczności publicznej w Melbourne, Adelajdzie, Perth i Canberze, pomników Tadeusza Kościuszki w Cooma (1988) i Ofiar Katynia w Adelajdzie, abstrakcyjnych kompozycji malarskich wykonanych w emalii, kolaży optycznych, grafik komputerowych opartych na formule fraktali (1989), fotografii artystycznych, pokazów fotografiki kinetycznej, spektakli i koncertów laserowych.
Wykorzystał w swej twórczości urządzenia, wytwarzające muzykę w zetknięciu z ludzkim ciałem, zwane "thereminami" (1975). Był twórcą wież chromasonicznych (w tym "śpiewającej wieży" w Adelajdzie z 1978 r., reagującej na ruch uliczny gamą kolorowych, pulsujących świateł), kinetycznego fresku słonecznego "Solaris" (1986).

## Odznaczenia
- Order Australii (1992) For service to visual arts (pol. Za wkład w sztukę wizualną)[2]
- Odznaka honorowa „Zasłużony dla Kultury Polskiej”

## Upamiętnienie
Prace artysty oglądać można w australijskich oraz zagranicznych zbiorach państwowych i prywatnych.
- W lutym 2008 archiwum prac Ostoi-Kotkowskiego na Uniwersytecie w Melbourne i w Stanowej Bibliotece Południowej Australii, zostało wpisane do projektu UNESCO Memory of the World register for Australia, którego celem jest gromadzenie najbardziej wartościowych dokumentów obrazujących historię świata. Archiwum na University of Melbourne zawiera różnorodne formy sztuki polskiego artysty: zapisy wykładów, programy, fotografie, slajdy, pokazy laserowe, modele rzeźb, rzeźby. Do Stanowej Biblioteki Południowej Australii została przekazana większość dokumentacji archiwalnej Ostoi-Kotkowskiego z domu, w którym mieszkał oraz z dwóch pracowni.
- W Polsce dokumentację życia i działalności artystycznej Stanisława Ostoja-Kotkowskiego prowadzą Muzeum Historyczne w Przasnyszu, Muzeum Narodowe w Warszawie oraz rodzina artysty.
- Jego imię od 1996 nosi jedna z przasnyskich ulic.
- 6 grudnia 2006 podczas sympozjum Laser jako medium w sztuce współczesnej imię Ostoi-Kotkowskiego otrzymał również Miejski Dom Kultury w Przasnyszu.
- Od 2007 odbywają się w Przasnyszu Przeglądy Sztuki Współczesnej im. Stanisława Ostoja-Kotkowskiego.
- Radni Sejmiku Województwa Mazowieckiego ogłosili rok 2012 rokiem Stanisława Ostoja-Kotkowskiego.
- W 2019 r. w Melbourne została zorganizowana wystawa Solid light: Josef Stanislaw Ostoja-Kotkowski[3].

## Medal Stanisława Ostoja-Kotkowskiego
Od 2006 r. w Przasnyszu przyznawany jest Medal Stanisława Ostoja-Kotkowskiego. Odznaczenie nadawane jest żyjącym osobom lub grupom osób w następujących trzech kategoriach:
- pierwsza – Twórca Uznany – nominowane osoby powinny posiadać wieloletni uznany w regionie lub w skali kraju dorobek twórczy;
- druga – Debiut – przeznaczona dla osób rozpoczynających działalność artystyczną, których talent rokuje dalsze sukcesy i nie będzie jednorazowym aktem twórczym;
- trzecia – Medal Honorowy – otrzymują osoby, których działania przyczyniają się do promocji miasta i powiatu poprzez kreowanie pozytywnego wizerunku, wspierające kulturę lokalną i artystów oraz honorowi goście za zgodą Kapituły Medalu.

Nominacje do medalu przyjmowane są do 30 listopada każdego roku u sekretarza kapituły. Nagroda przyznawana jest w grudniu każdego roku.
Laureatów w poszczególnych kategoriach wyłania Kapituła Medalu Stanisława Ostoi-Kotkowskiego, działająca przy Towarzystwie Przyjaciół Ziemi Przasnyskiej. W jej skład wchodzą:
- Kanclerz Kapituły – dr Radosław Waleszczak (przedstawiciel TPZP)
- Przewodniczący Komisji Konkursowych – Krzysztof Gadomski (pomysłodawca medalu)
- Sekretarz Kapituły – Ewa Łukasiak (do 2011 Piotr Kaszubowski)

oraz eksperci z różnych dziedzin sztuki, zapraszani na posiedzenie Kapituły.
Honorowy patronat sprawują: siostrzenica artysty, Liliana Adamczyk, Burmistrz Przasnysza i Starosta Powiatu Przasnyskiego.
Edycja 2006
Zgłoszono dziewięć kandydatur w trzech kategoriach. Kapituła przyznała medale następującym osobom:
- Twórca Uznany – Tadeusz Myśliński
- Debiut – Marcin Sobociński
- Medal Honorowy – Adam Struzik

Ogłoszenie laureatów i wręczenie medali nastąpiło 6 grudnia 2006 podczas sympozjum Laser jako medium w sztuce współczesnej w Miejskim Domu Kultury w Przasnyszu. Adam Struzik odebrał medal 28 grudnia 2006 podczas uroczystej sesji Rady Powiatu Przasnyskiego.
Edycja 2007
Kapituła nie przyznała medalu w kategorii Debiut. Wręczenie medali nastąpiło 17 grudnia 2007 podczas spotkania wigilijnego TPZP w Miejskim Domu Kultury w Przasnyszu.
- Twórca Uznany – Stanisław Radomski oraz Krzysztof Turowiecki
- Medal Honorowy – Aleksander Drwęcki.

Edycja 2008
Kapituła przyznała medale następującym osobom. Wręczenie medali nastąpiło 21 grudnia 2008 podczas spotkania wigilijnego TPZP w Miejskim Domu Kultury w Przasnyszu.
- Twórca Uznany – Tomasz Kaszubowski
- Debiut – Sebastian Miś
- Medal Honorowy – Janina Żbikowska.

Edycja 2009
Wręczenie medali nastąpiło 20 grudnia 2009 podczas spotkania wigilijnego TPZP w Miejskim Domu Kultury w Przasnyszu.
- Twórca Uznany – Mieczysław Stusiński
- Debiut – Łukasz Motyka
- Medal Honorowy – Alfred Borkowski i Mariusz Bondarczuk.

Edycja 2010
Nie przyznano medalu w kategorii Debiut. Uroczystość wręczenia medali odbyła się 18 grudnia 2010 w Miejskim Domu Kultury w Przasnyszu.
- Twórca Uznany – Andrzej Staszewski i Piotr Jan Szymański
- Medal Honorowy – Kazimierz Wenda.

Edycja 2011
Kapituła przyznała medale w trzech kategoriach. Nagrody zostały wręczone 1 lutego 2012 podczas inauguracji Roku Stanisława Ostoja-Kotkowskiego w Przasnyszu.
- Twórca Uznany – Anna Milewska
- Debiut – Grupa Rekonstrukcji Historycznej 14 Pułku Strzelców Syberyjskich
- Medal Honorowy – Bożenna Beata Parzuchowska.

Edycja 2012
Kapituła przyznała medale w trzech kategoriach. Wręczenie nagród nastąpiło 14 grudnia 2012 podczas konferencji zorganizowanej w 90. rocznicę urodzin Stanisława Ostoi-Kotkowskiego w Miejskim Domu Kultury w Przasnyszu.
- Twórca Uznany – Krzysztof Wróblewski
- Debiut – Stowarzyszenie Młodzi w Regionie
- Medal Honorowy – Waldemar Krzyżewski.

Edycja 2013
Kapituła przyznała medale w trzech kategoriach. Wręczenie nagród nastąpiło 4 stycznia 2014 podczas Spotkania Noworocznego TPZP w Miejskim Domu Kultury w Przasnyszu.
- Twórca Uznany – Jan Niksiński
- Debiut – Weronika Misiewicz
- Medal Honorowy – Krystyna Milczarek.

Edycja 2014
Kapituła przyznała cztery medale w trzech kategoriach. Wręczenie nagród nastąpiło 14 grudnia 2014 podczas spotkania promującego I tom "Rocznika Przasnyskiego" w Miejskim Domu Kultury w Przasnyszu.
- Twórca Uznany – Hubert Rutkowski
- Debiut – Olga Przybysz i Ewa Weronika Nizielska
- Medal Honorowv  – Lucjan Jankowski.

Edycja 2015
Kapituła przyznała medale w trzech kategoriach. Wręczenie nagród nastąpiło 20 grudnia 2015 w Miejskim Domu Kultury w Przasnyszu.
- Twórca Uznany – Marek Karolski
- Debiut – Maria Weronika Kmoch
- Medal Honorowy – Mazowiecki Instytut Kultury[4].

### Edycja 2016
Kapituła obradująca 22 listopada 2016 r. przyznała medale w dwóch kategoriach, w tym wyjątkowo medal pośmiertnie. Gala wręczenia medali odbyła się 4 grudnia 2016 r. w Miejskim Domu Kultury w Przasnyszu. 
- Twórca Uznany – Małgorzata Bandurska
- Medal Honorowy – Tomasz Jakubowski oraz (pośmiertnie) Roman Wierzbicki (zm. 2016)[5].

### Edycja 2017
Kapituła obradująca 5 grudnia 2017 r. przyznała medale w dwóch kategoriach. Wręczenie nagród nastąpiło 17 grudnia 2017 r. w Miejskim Domu Kultury w Przasnyszu.
- Twórca Uznany – Eugeniusz Molski i Wojciech Jan Ciesielski
- Medal Honorowy – Jan Chmielewski[6].

### Edycja 2019
Kapituła na posiedzeniu w dniu 27 sierpnia 2019 r. przyznała medale w trzech kategoriach. Wręczenie nagród nastąpiło 6 września 2019 r. w Miejskim Domu Kultury w Przasnyszu. 
- Twórca Uznany – Jerzy Kalina
- Debiut – Agnieszka Grabowska
- Medal Honorowy – Mariusz Maciaszczyk i Krzysztof Bieńkowski

Przyznano również dyplomy uznania dla Patryka Łazickiego, Zespołu Tańców Historycznych–Szlacheckich oraz Grażyny Rogowskiej.

### Edycja 2021
Kapituła przyznała medale za 2021 rok (w dwóch kategoriach) 5 stycznia 2022 r. Zostały one wręczone w dniu 29 stycznia 2022 r., na inaugurację Roku Stanisława Ostoja-Kotkowskiego w Miejskim Domu Kultury w Przasnyszu. 
- Twórca Uznany – Marek Krauss i Robert Olszak
- Medal Honorowy – Grażyna Wróblewska i Grażyna Rogowska[8][9].

### Edycja 2023
Kapituła przyznała medale za 2023 rok 17 kwietnia 2024 r. Zostały one wręczone 26 kwietnia 2024 r. w Miejskim Domu Kultury w Przasnyszu. 
- Twórca Uznany –  Arkadiusz Smoleński
- Debiut – Gabriela Borkowska
- Medal Honorowy – Stowarzyszenie Ochotnicza Straż Pożarna w Wężewie.

Przyznano również dyplom uznania dla Anny Muchy. 